# Südtiroler Platz-Hauptbahnhof (metropolitana di Vienna)
La stazione di Südtiroler Platz-Hauptbahnhof è una stazione della metropolitana di Vienna, sulla linea U1. Si trova nel 10º distretto ed è il nodo di interscambio con la stazione centrale di Vienna. È entrata in servizio il 25 febbraio 1978, con il nome Südtiroler Platz che ha mantenuto fino al 9 dicembre 2012.

## Descrizione
La stazione si trova a una profondità di circa 20 metri sotto la Favoritenstraße, all'incrocio tra la Kolschitzkygasse, la Weyringergasse e il Wiedner Gürtel. Le gallerie sono state realizzate in opera chiusa. L'accesso ai treni avviene tramite una banchina a isola centrale. Nel dicembre 2014 la stazione avrebbe dovuto essere rinominata in Hauptbahnhof, cosa che però non è mai avvenuta.

## Ingressi
- Favoritenstraße
- Südtiroler Platz